# Cette nuit ou jamais (film, 1972)
Pour les articles homonymes, voir Cette nuit ou jamais.
Pour plus de détails, voir Fiche technique et Distribution.
Cette nuit ou jamais (Heute Nacht oder nie) est un film suisse réalisé par Daniel Schmid et sorti en 1973.

## Synopsis
Chaque année, le 16 mai, jour de la fête de Saint-Népomucène, Madame offre une soirée à ses domestiques. Les rôles sont inversés jusqu'à minuit. Des comédiens viennent divertir la compagnie avec extraits de spectacles sur des musiques connues, extrait de la Traviata, de Cavalleria Rusticana, chansons et numéros dansés. L'un d'eux va essayer de convaincre les serviteurs de se rebeller et faire la révolution...
Premier long-métrage du cinéaste suisse Daniel Schmid, le film est un des témoignages marquants de l'inventivité du nouveau cinéma germanique apparu au début des années 1970, empreints de lyrisme stylisé, de fascination hypnotique pour l'occultisme et les cérémoniaux, mais aussi de souvenirs des fables brechtiennes, proche de Werner Schroeter, Hans Jurgen Syberberg et de Rainer Werner Fassbinder.

## Fiche technique
- Titre : Cette nuit ou jamais
- Titre original : Heute Nacht oder nie
- Réalisation : Daniel Schmid
- Scénario : Daniel Schmid
- Décors : Daniel Schmid
- Photographie : Renato Berta
- Son : Jeti Grigioni
- Montage : Ila von Hasperg et Daniel Schmid
- Production : Ingrid Caven Productions[1]
- Pays :  Suisse
- Durée : 78 minutes
- Date de sortie : France - 1973

## Distribution
- Ingrid Caven
- Voli Geiler
- Peter Chatel
- Harry Baer
- Viktor Latscha
- Peter Kern

## Sélection
- Festival de Toulon 1973[2] (en 1973, le Festival international du jeune cinéma de Hyères a lieu à Toulon)